# Шишковці (Церна)
Шишковці (хорв. Šiškovci) — населений пункт у Хорватії, в Вуковарсько-Сремській жупанії у складі громади Церна.

## Населення
Населення за даними перепису 2011 року становило 804 осіб.
Динаміка чисельності населення поселення:

## Клімат
Середня річна температура становить 11,13 °C, середня максимальна – 25,68 °C, а середня мінімальна – -6,11 °C. Середня річна кількість опадів – 708 мм.
| Клімат поселення                              | Клімат поселення | Клімат поселення | Клімат поселення | Клімат поселення | Клімат поселення | Клімат поселення | Клімат поселення | Клімат поселення | Клімат поселення | Клімат поселення | Клімат поселення | Клімат поселення | Клімат поселення |
| Показник                                      | Січ.             | Лют.             | Бер.             | Квіт.            | Трав.            | Черв.            | Лип.             | Серп.            | Вер.             | Жовт.            | Лист.            | Груд.            |                  |
| Середній максимум, °C                         | 6,14             | 8,29             | 12,88            | 17,50            | 22,64            | 25,68            | 25,58            | 25,00            | 20,90            | 15,50            | 9,65             | 5,66             |                  |
| Середня температура, °C                       | 0,01             | 2,19             | 6,74             | 11,39            | 16,51            | 19,58            | 21,40            | 20,80            | 16,71            | 11,31            | 5,50             | 1,50             |                  |
| Середній мінімум, °C                          | −6,11            | −3,97            | 0,62             | 5,25             | 10,40            | 13,44            | 17,20            | 16,65            | 12,54            | 7,14             | 1,30             | −2,7             |                  |
| Норма опадів, мм                              | 46               | 42               | 44               | 55               | 64               | 91               | 69               | 63               | 53               | 60               | 66               | 55               |                  |
| Середньомісячна швидкість вітру, м/с          | 2.01             | 2.30             | 2.60             | 2.50             | 2.21             | 2.10             | 2.04             | 1.90             | 1.80             | 1.90             | 2.00             | 2.10             |                  |
| Середньомісячна сонячна радіація, кДж/м²·день | 4371             | 7059             | 11042            | 15499            | 19319            | 21399            | 22455            | 20532            | 15109            | 9460             | 4916             | 3653             |                  |
| --------------------------------------------- | ---------------- | ---------------- | ---------------- | ---------------- | ---------------- | ---------------- | ---------------- | ---------------- | ---------------- | ---------------- | ---------------- | ---------------- | ---------------- |
| Джерело:                                      |                  |                  |                  |                  |                  |                  |                  |                  |                  |                  |                  |                  |                  |